# Enrico Costa (homme politique)
Pour les articles homonymes, voir Costa et Enrico Costa.
Enrico Costa (né le 29 novembre 1969 à Coni) est un avocat et un homme politique italien, député depuis 2006.

## Biographie
Avocat de profession, Enrico Costa commence sa carrière politique sous l'étiquette de Forza Italia comme conseiller municipal d'Isasca de 2004 à 2009 puis membre du Conseil régional du Piémont de 2005 à 2006.
En avril 2006, il est élu au député au Parlement italien et réélu en avril 2008. L'année suivante, il rejoint Le Peuple de la liberté, nouvelle formation issue de Forza Italia et de l'Alliance nationale puis de nouveau Forza Italia en 2013.
À la suite de sa réélection en février 2013, il est président du groupe parlementaire du Nouveau Centre-droit à la Chambre des députés de 2013 à 2014, vice-ministre de la Justice du 28 février 2014 au 29 janvier 2016, date à laquelle il devient ministre pour les Affaires régionales, dans les gouvernements Renzi et Gentiloni. 
En mars 2017, il adhère au parti Alternative populaire, qu'il quitte le 19 juillet en même temps que son poste de ministre. Il est alors indépendant. Il est le principal promoteur de la fédération des partis politiques du centre-droit Nous avec l'Italie pour les élections générales de mars 2018 où il est réélu député pour un quatrième mandat. Le 19 avril suivant, il quitte Nous avec l'Italie pour retourner chez Forza Italia. Enfin le 4 août 2020, il annonce qu'il rejoint Action, la formation libéral-réformiste de Carlo Calenda.